# 詹姆斯·汤姆金斯 (足球运动员)
占士·奧利華·查理斯·湯堅斯（英語：James Oliver Charles Tomkins，1989年3月29日—）出生於英格蘭埃塞克斯郡的巴西爾登，是一名已退役職業足球員，司職中後衛，曾效力英超球會水晶宫。

## 生平

### 球會
湯堅斯在年僅8歲已加盟韋斯咸，在此之前曾在埃塞克斯男童週末聯賽（Essex boys weekend league）的地區球隊擔當入球主力的中鋒殺手。
2008年3月22日湯堅斯首次代表一隊在英超作客出戰愛華頓，最終1-1平手完場，是繼（Freddie Sears）後第二名青訓產品獲領隊選派上場。由於韋斯咸傷兵滿營，湯堅斯在一隊掙到出場機會，直到球季結束共6次上陣，更獲選2007/08年球季年度最佳青年球員（Young Hammer of the Year）。
2008年11月27日湯堅斯被外借到英冠的打比郡，為期5週直到12月31日結束。他在11月29日首次上陣作客對般尼，不幸以0-3大敗而回。湯堅斯在外借期間為打比郡上陣8場，包括聯賽盃半準決賽1-0擊敗史篤城，借用期滿後返回韋斯咸。
經過外借洗禮後，湯堅斯在韋斯咸一隊逐漸掙到常規正選席位，於2009年4月4日主場對新特蘭接應角球頂入個人英超首個入球兼為球隊鎖定2-0勝局。
2012年1月22日，湯堅斯與韋斯咸續約四年留隊至2016年夏季。

### 國家隊
湯堅斯曾分別代表英格蘭U16、U17、U19及英格蘭U20上陣，現時正代表英格蘭U21。
2008年3月25日湯堅斯代表英格蘭U19主場友賽俄羅斯U19，個人梅開二度協助球隊3-1獲勝。湯堅斯出席在捷克舉行的2008年歐洲U-19足球錦標賽決賽週，在分組賽首兩場對東道主捷克U19及最終獲亞軍的義大利U19上陣，但英格蘭在分組賽與捷克積分及得失球差相同，僅因少兩個入球而未能出線四強淘汰賽。
2009年3月31日首次代表英格蘭U20出戰義大利U20，湯堅斯上陣上半場比賽。5月27日湯堅斯獲選加入英格蘭U21出席在瑞典舉行的2009年歐洲U-21足球錦標賽決賽週大軍名單，是兩名首次入選的球員之一。6月8日代表英格蘭U21對阿塞拜疆U21首次上陣。

## 外部連結
- 足球数据库：詹姆斯·汤姆金斯的球员统计数据
- The Wonderful World of West Ham United statistics （页面存档备份，存于）